# Општина Сандулени (Бакау)
Сандулени (рум. Sănduleni) општина је у Румунији у округу Бакау.
Oпштина се налази на надморској висини од 278 m.